# 和歌山県立箕島高等学校
和歌山県立箕島高等学校（わかやまけんりつみのしまこうとうがっこう）は、和歌山県有田市に所在する公立の高等学校。

## 概要
1907年（明治40年）に箕島実業学校として開校した。

## 部活動
硬式野球部は、1960年代後半から80年代にかけ、尾藤公監督の下、高校野球の強豪校として全国的に知られる存在であった。全国制覇は春3回・夏1回の計4回を数えた。1979年には史上3校目となる甲子園春夏連覇を達成している（公立高校としては史上唯一）。なかでも春夏連覇を果たした1979年夏（第61回）の箕島対星稜延長18回の試合は有名である。
和歌山県は野球強豪県であり、その伝統は旧制和歌山中学校（現・桐蔭高校）、旧制海草中学校（現・向陽高校）、そして本校といずれも公立校で受け継がれてきた。近年は私立の智辯和歌山高校にその座を譲っていた感があったが、2009年春（第81回）に18年ぶりに出場しベスト8の結果を残した。
尾藤公の長男、尾藤強が2013年に監督就任した同年、第95回全国高等学校野球選手権大会に出場を果たした。
箕島は野球の他、フィールドホッケーの強豪としても知られている。インターハイホッケー競技大会通算49回出場、さらに選抜高校ホッケー大会と国体ホッケー競技大会で優勝歴がある。

## 設置学科
- 普通科
  - 普通コース
  - スポーツコース
- 情報経営科
- 機械科

※2023年より普通科（普通コース､スポーツコース）が普通科系になり、情報経営科、機械科が専門学科系にまとめられた。

## 沿革
- 1907年3月21日 - 箕島町立箕島実業学校開校。
- 1919年4月1日 - 箕島町立箕島商業学校（後の県立箕島商業学校）と箕島町立箕島技芸女学校（後の県立箕島高等女学校）に分離。
- 1944年4月1日 - 和歌山県立箕島工業学校を設置。
- 1946年2月2日 - 県立箕島商業学校と同工業学校を併せて和歌山県立箕島商工業学校と改称。
- 1948年4月1日 - 学制改革で箕島商工業学校と箕島高等女学校が合併し、和歌山県立箕島高等学校となる。普通科・商業科を設置。
- 1948年10月1日 - 定時制普通科併設置。
- 1953年5月1日 - 定時制に商業科を併設。
- 1969年4月1日 - 全日制に商業英語科を併設。
- 1970年4月 - 第42回選抜高等学校野球大会で大阪・北陽高と大激戦の末のサヨナラ勝ちで初優勝を飾る。
- 1971年 - 全日本高等学校ホッケー選抜大会・国民体育大会ホッケー競技高校の部2冠。
- 1971年4月1日 - 全日制機械科新設。
- 1975年4月1日 - 商業英語科募集停止し、カリキュラムの一部は商業科に引き継ぐ。
- 1979年8月21日 - 第61回全国高等学校野球選手権大会決勝で、徳島県代表・池田高を4－3で破り、史上3校目（公立高校では現在でも唯一）の春夏連覇を達成。
- 1998年3月31日 - 定時制の普通科と商業科を閉科。
- 1999年4月1日 - 商業科を情報経営科に改編。
- 2007年4月1日 - 普通科にスポーツコース設置。

## 出身者

### 野球
- 尾藤公 - 元野球部監督。徳島・池田高の蔦文也らと並ぶ名伯楽。
- 東尾修 - 投手。西鉄ライオンズ（現埼玉西武ライオンズ）に入団し通算251勝。西武監督としてリーグ優勝2回。野球殿堂入り。
- 吉井理人 - 投手。近鉄・ヤクルト・メッツなど日米7球団で通算121勝｡ プロ野球投手コーチを経て、2023年ロッテマリーンズ監督。
- 上川誠二 - 1977年選抜優勝メンバー、中日入団の年に日本シリーズ敢闘賞。
- 木村竹志（旧名:石井毅） - 1979年春夏連覇の時のエース。甲子園通算14勝。住友金属を経て西武。
- 嶋田宗彦 - 1979年春夏連覇時の正捕手。住友金属を経て阪神。
- 島本講平 - 甲子園での「講ちゃん旋風」で女性の人気を博し、当時の南海にドラフト1位入団。
- 嶋田章弘 - 嶋田宗彦の実弟。
- 石井雅博
- 上野敬三
- 島本啓次郎
- 庄司龍二
- 杉本正志
- 住吉義則（定時制在学で4年時に東京・竹早高へ転校）
- 高野忍 - 引退後にプロレスラーに転向。
- 高山智行
- 土屋朋弘
- 中川虎大
- 畑山俊二
- 林孝哉
- 原井和也
- 山下徳人
- 尾藤強 - 前野球部監督。尾藤公の長男で現役時はエース。

### 相撲
- 栃乃和歌清隆 - 元関脇力士。現・春日野親方。相撲部出身
- 大輝煌正人 - 元幕内力士
- 木村山守- 元幕内力士

### その他
- 酒井政利 - メディアプロデューサー・音楽プロデューサー
- 太平かつみ - 漫才師。夫婦漫才「かつみ♥さゆり」
- 望月良男 - 有田市長。前有田市議会議員。野球部出身